# Volo Airlines PNG 1600
Il 13 ottobre 2011, il volo Airlines PNG 1600, un collegamento interno da Lae a Madang, Papua Nuova Guinea, precipitò in un'area boschiva vicino alla foce del Fiume Guabe, dopo aver perso tutta la potenza di entrambi i motori. Solo quattro delle 32 persone a bordo sopravvissero. È stato il peggior incidente aereo nella storia della Papua Nuova Guinea.
L'indagine successiva ha rilevato che l'equipaggio di volo aveva inavvertitamente abbassato le manette di potenza al di sotto della posizione più bassa consentita in volo (nota come minimo di volo), causando una velocità eccessiva di entrambe le eliche e portando a una completa perdita di potenza dei motori. Un meccanismo di "blocco beta" che avrebbe impedito la velocità eccessiva anche in caso di impostazione errata della leva di potenza era disponibile ma non installato sull'aereo dell'incidente. L'installazione di tale meccanismo divenne successivamente obbligatoria su tutti gli aerei DHC-8 del mondo.

## L'aereo
Il velivolo coinvolto era un bimotore de Havilland Canada DHC-8-102 con registrazione della Papua Nuova Guinea P2-MCJ, volato per la prima volta nel 1988. Era equipaggiato con due motori turboelica Pratt & Whitney Canada PW121 ed eliche a velocità costante.

## I passeggeri
L'aereo trasportava 29 passeggeri, per lo più cittadini della Papua Nuova Guinea, tra cui uno di nazionalità malese-cinese, l'unico passeggero sopravvissuto. La maggior parte dei passeggeri erano genitori che cercavano di partecipare alle cerimonie di ringraziamento prima della laurea dei loro figli presso la Divine Word University di Madang.

## L'incidente
Nel pomeriggio del 13 ottobre 2011, il Dash 8 di Airlines PNG stava effettuando un regolare volo di trasporto pubblico dall'aeroporto di Lae Nadzab all'aeroporto di Madang. A bordo c'erano due membri dell'equipaggio di volo, un assistente di volo e 29 passeggeri.
L'aereo partì da Nadzab alle 16:47 ora locale. Il comandante, l'australiano William "Bill" Spencer, 64 anni, aveva accumulato 18 200 ore di esperienza di volo, di cui 500 sul Dash 8. Il primo ufficiale era il neozelandese Campbell Wagstaff, 40 anni, con 2 725 ore registrate , di cui 390 sul Dash 8. Spencer era il pilota ai comandi. L'aereo salì a 16 000 piedi (4 900 m) con un orario di arrivo stimato a Madang delle 17:17. Una volta in crociera, l'equipaggio di volo deviò a destra della rotta prevista per evitare temporali e nubi.

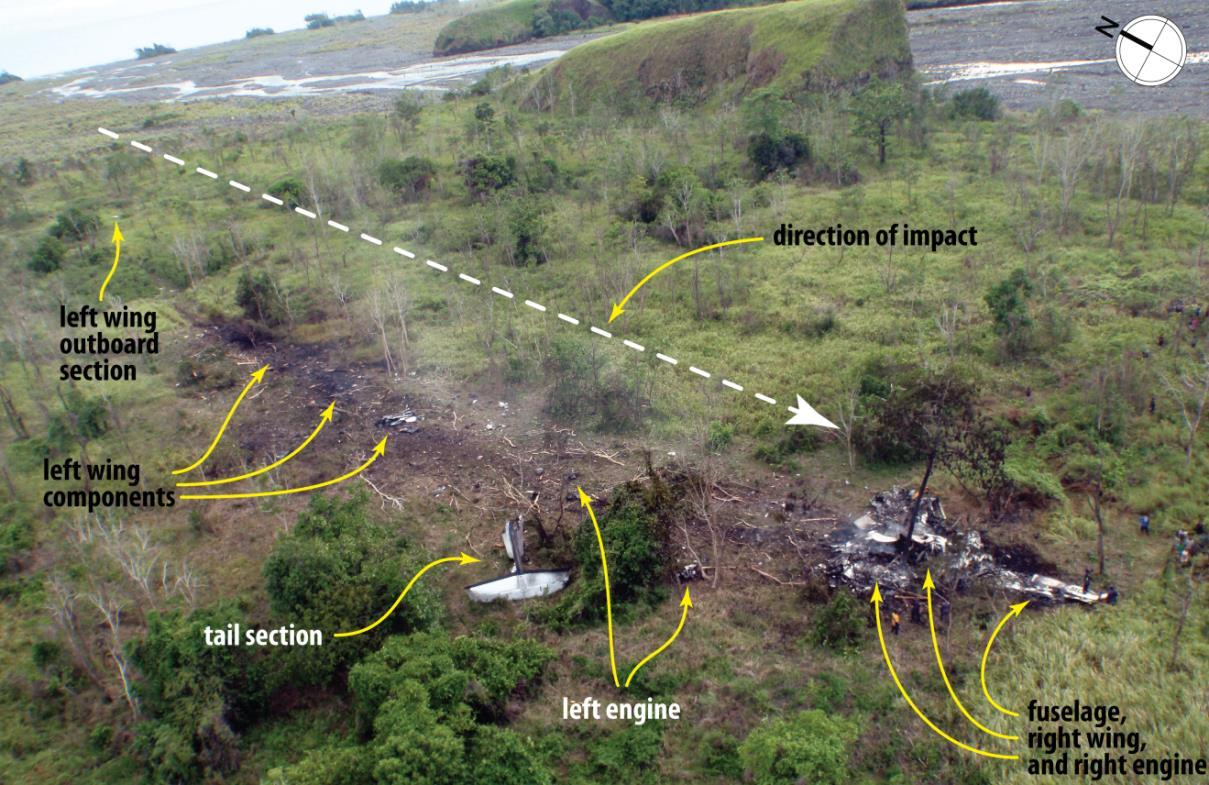
Il luogo dello schianto

La rotta pianificata richiedeva una ripida discesa verso Madang e, sebbene l'aereo stesse scendendo ripidamente, le eliche furono lasciate alla velocità di crociera di 900 giri al minuto, provocando un aumento della velocità. Nessuno dei due piloti notò tale aumento verso la massima velocità operativa (VMO); poiché erano "distratti dal tempo". Quando l'aereo raggiunse il VMO mentre attraversava 10 500 piedi (3 200 m), con un rateo di discesa compreso tra 3 500 piedi (1 100 m) e 4 200 piedi (1 300 m) al minuto, suonò l'allarme di velocità eccessiva.
Spencer chiese a Wagstaff di aumentare la velocità dell'elica a 1 050 giri al minuto per rallentare. Alzò il muso dell'aereo in risposta all'avvertimento e questo ridusse la velocità di discesa a circa 2 000 piedi (610 m) al minuto; tuttavia, l'avviso di velocità eccessiva continuò.

### Velocità eccessiva delle eliche
Wagstaff ricordò che Spencer aveva spostato indietro le manette "abbastanza rapidamente". Poco dopo che furono spostate indietro, entrambe le eliche superarono contemporaneamente la velocità massima di oltre il 60% danneggiando gravemente entrambi i motori. Il rumore nella cabina di pilotaggio divenne assordante, rendendo estremamente difficile la comunicazione tra i piloti, e i danni interni ai motori provocarono l'ingresso di fumo nella cabina di pilotaggio e nella cabina attraverso il sistema di aria condizionata.
L'emergenza colse di sorpresa entrambi i piloti. C'era confusione e shock sul ponte di volo. Circa quattro secondi dopo l'avviso di velocità eccessiva, l'avvisatore acustico beta iniziò a suonare in modo intermittente, anche se i piloti dichiararono in seguito di non averlo sentito.
La velocità dell'elica sinistra si ridusse a 900 giri al minuto (nell'intervallo di regolazione) dopo circa 10 secondi, prima di superare nuovamente la velocità. Durante questo secondo overspeed, la velocità del compressore del motore sinistro aumentò a oltre il 110% del suo valore nominale, subendo gravi danni. Quasi contemporaneamente, l'elica destra andò in modalità di messa in bandiera non comandata a causa di un malfunzionamento dell'interruttore beta nell'unità di controllo dell'elica, mentre il motore era ancora in funzione al minimo. Wagstaff disse poi a Spencer che il motore destro si era spento. Chiese poi a Spencer se il motore sinistro funzionasse ancora. Spencer rispose che non funzionava. Entrambi i piloti convennero quindi di non avere "niente".
Su ordine di Spencer, Wagstaff chiese un mayday alla torre di Madang e fornì le coordinate dell'aereo. Tuttavia, invece di eseguire le liste di controllo e le procedure di emergenza, la loro attenzione si concentrò sul luogo in cui avrebbero effettuato un atterraggio forzato.
L'aereo atterrò con la coda vicino alle rive del fiume Guabe a 114 nodi (211 km/h), con i flap e il carrello di atterraggio retratti. Durante la sequenza dell'impatto, l'ala sinistra e la coda si staccarono.
Il relitto si fermò a 300 metri dal punto di impatto iniziale e fu inghiottito dal fuoco. La parte anteriore dell'aereo si spezzò dietro la cabina di pilotaggio e si fermò capovolta. Dei 32 occupanti dell'aereo sopravvissero solo i due piloti, l'unico assistente di volo e un passeggero su 29.

## Le indagini

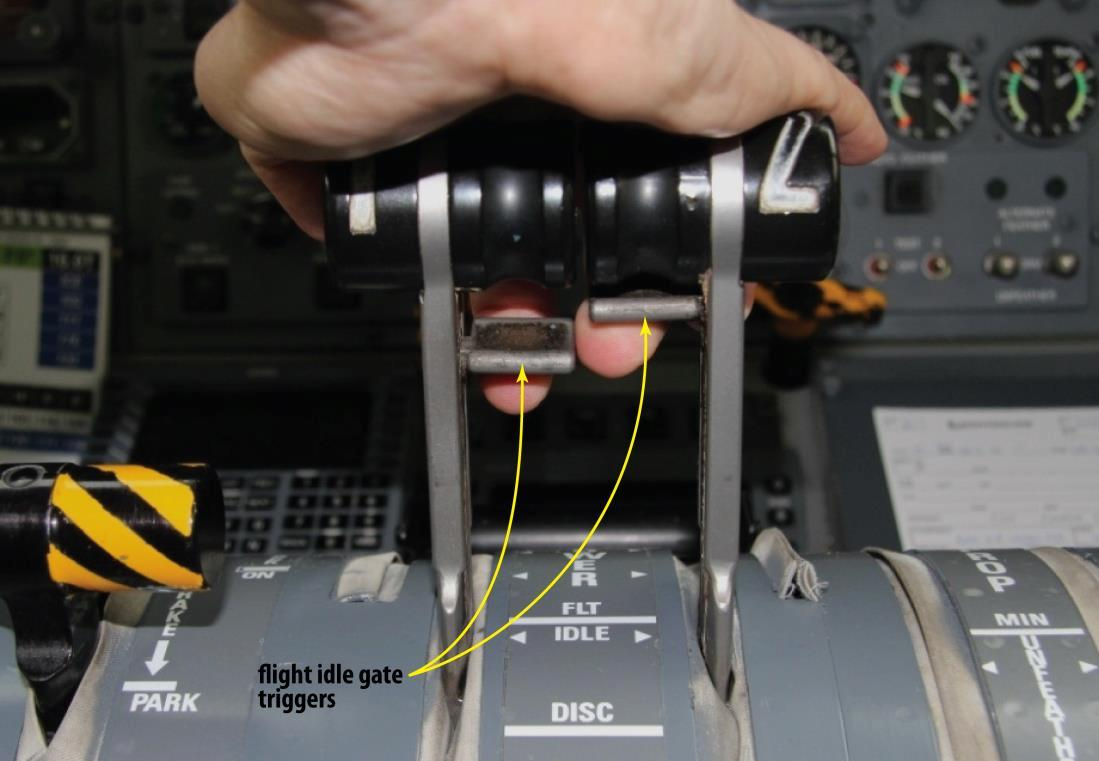
Le leve di alimentazione del DHC-8 con il cancello di volo al minimo commutano in posizione chiusa (sinistra) e aperta

Un'indagine venne condotta dalla Accident Investigation Commission of Papua New Guinea (AIC) con l'assistenza dell'Australian Transport Safety Bureau. Il rapporto finale venne pubblicato il 15 giugno 2014. L'AIC appurò che il pilota al comando aveva tirato le leve di potenza oltre il minimo di volo e nel ground beta range, mentre tentava di rallentare l'aereo durante la discesa nel maltempo. Il Ground beta (l'intervallo di passo inverso dell'elica) deve essere utilizzato solo per decelerare a terra, poiché in volo può causare una velocità eccessiva incontrollabile dell'elica e danni ai motori.
Il meccanismo che avvisa i piloti che stanno selezionando il beta range era stato oggetto di precedenti indagini e si era scoperto che un centro di assistenza approvato dal produttore aveva una storia di restituzione di parti difettose agli operatori.
A seguito di una serie di precedenti episodi di selezione involontaria del ground beta range sui Dash 8, che avevano provocato gravi danni ai motori, la Federal Aviation Administration degli Stati Uniti aveva imposto che fosse necessaria un'ulteriore protezione per gli aerei operati dalle compagnie aeree statunitensi. Questo sistema, chiamato Beta Lockout, è stato sviluppato dal produttore e impedisce completamente la selezione involontaria del ground beta range mentre si è in volo ad alta velocità, ma gli operatori al di fuori degli Stati Uniti non erano stati informati o tenuti ad adattare la modifica. L'indagine permise di scoprire anche che l'equipaggio aveva dovuto fare i conti con una velocità eccessiva di entrambe le eliche che aveva causato una grande resistenza rendendo l'aereo estremamente difficile da controllare e che c'era un rumore significativo causato dalle punte delle eliche che superavano la velocità del suono e anche del fumo nell'aria a causa dei danni ai motori e all'impianto dell'aria.
Il rapporto criticava i piloti per non essere riusciti a controllare la velocità di discesa e la velocità dell'aereo sia prima che dopo la velocità eccessiva e osservava che un motore era ancora in grado di fornire alcuni servizi accessori durante l'atterraggio forzato anche se non poteva fornire la propulsione. I piloti spensero il motore e quindi persero la capacità di utilizzare sistemi idraulici ed elettrici che avrebbero potuto aumentare la sopravvivenza nell'atterraggio forzato.

## Le conseguenze
Dopo l'incidente, la Airlines PNG decise di mettere a terra l'intera flotta di 12 Dash 8 in attesa delle indagini. Mise inoltre in quarantena un deposito di carburante presso l'aeroporto Lae Nadzab da cui l'aereo precipitato era stato rifornito di carburante prima di partire con il volo dell'incidente.
Dopo la pubblicazione dei risultati iniziali dell'incidente, Airlines PNG aggiunse il meccanismo Beta Lockout come modifica a tutti i suoi Dash 8, impedendo la selezione involontaria del ground beta range in volo. Successivamente, Transport Canada, in collaborazione con il produttore dell'aereo, rilasciò una direttiva sull'aeronavigabilità che rendeva obbligatorio che tutti gli operatori di tutto il mondo apportassero queste modifiche.
Il 14 ottobre 2015, quarto anniversario dell'incidente, si è tenuta una commemorazione presso la Divine Word University di Madang, poiché la maggior parte delle vittime erano genitori che partecipavano al giorno della laurea dei loro figli. Alla cerimonia commemorativa hanno partecipato personale e studenti dell'università.

## Nella cultura di massa
L'incidente è stato presentato nella stagione 23, episodio 4 della serie di documentari canadese Indagini ad alta quota, intitolata "Tentativo di controllo".